# Julio Díaz Zulueta
Julio Díaz Zulueta (Querocotillo, 12 de abril de 1962) es un policía en retiro y licenciado en educación. Fue ministro del Interior durante el gobierno de Dina Boluarte entre marzo y mayo de 2025.

## Biografía
Nació en el distrito de Querocotillo,  Cajamarca. Es licenciado en Educación en la especialidad de Lengua y Literatura y bachiller en Administración y Ciencias Policiales. Además, posee una maestría en Defensa y Desarrollo Nacional (CAEN) y otra en Administración, Ciencias Policiales y Gestión Pública.
De su carrera policial se destaca que fue jefe de la Segunda Macro Región Policial Lambayeque y director de Seguridad Ciudadana de la Policía Nacional. También dictó cursos en la Escuela Nacional de Formación Profesional Policial y fue asesor de seguridad ciudadana en los gobiernos regionales de Callao e Ica y en la Municipalidad Distrital de Pachacamac.
En el año 2009, publicó el libro "Relatos del éxito de un comisario" en la editorial del Instituto de Defensa Legal (IDL).
Para el año 2019, fue parte del Partido Morado. Posteriormente, fue militante de Alianza para el Progreso hasta el año 2023, por el que postuló en las elecciones de 2022 para el cargo de regidor provincial, siendo su candidatura considerada improcedente.
Durante el gobierno de Dina Boluarte, tras la censura de Juan José Santivañez, fue juramentado como ministro del interior el 24 de marzo del 2025.